# Scorpio Tankers
Scorpio Tankers est une entreprise spécialisée dans le transport maritime d'hydrocarbures. Son siège social est situé à Monaco.

## Histoire
En 2017, Scorpio Tankers annonce la fusion de ses activités avec Navig8 Product Tankers, filiale de Navig8, valorisant cette dernière à environ 228,8 millions de dollars,. Les actionnaires de cette dernière ayant par cette opération une participation d'environ 20 % dans le nouvel ensemble créé, qui gère près de 124 bateaux, devenant la plus grande entreprise du secteur à ce moment.